# Кюдема (залив)
Залив Кю́дема (эст. Küdema laht) — залив Балтийского моря, расположенный в северо-западной части острова Сааремаа между полуостровами Нинасе и Панга.
Ширина залива 3-5 км, длина до 8 км, глубина в устье — 20 м.
На северо-западном берегу расположен клиф Нинасе, на северо-восточном — клиф Панга. В центре залива находится малый остров Лайду площадью 17 га (относится к заповеднику Лайду, площадь 18,8 га).
В залив впадает река Тиртси и два ручья.
В заливе, на территории деревни Нинасе, расположен глубоководный порт Сааремаа (построен в 2006 году).
У залива находится природоохранная зона Кюдема (459,7 га), которая граничит с природным парком Панга и заповедником Паатса.
Вокруг залива расположены 9 деревень: Тагаранна, Нинасе, Кугалепа, Ванакубья, Мустъяла, Кюдема, Паатса, Выхма и Панга.

## Галерея

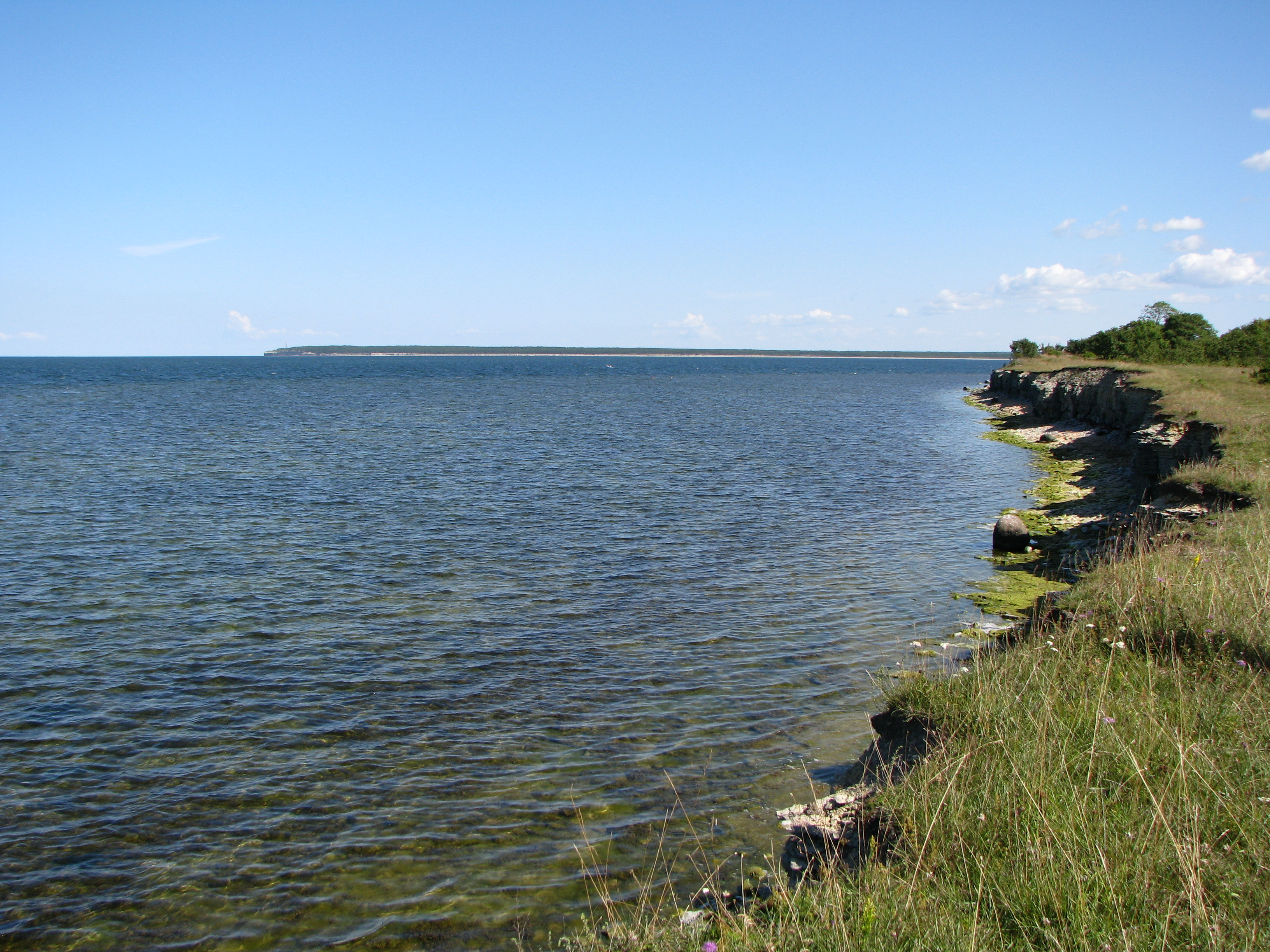
Залив Кюдема
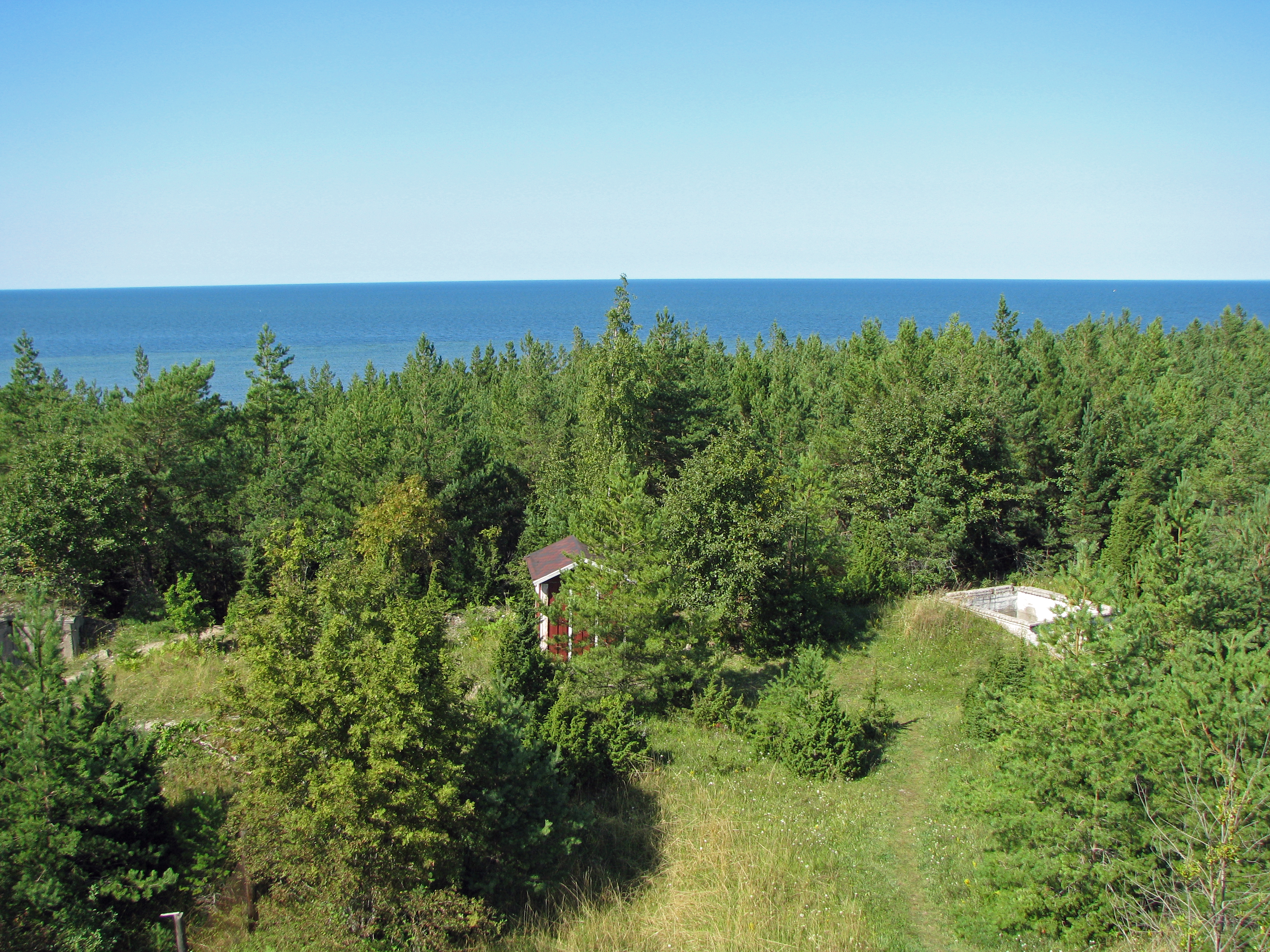
Вид на залив со смотровой вышки Нинасе

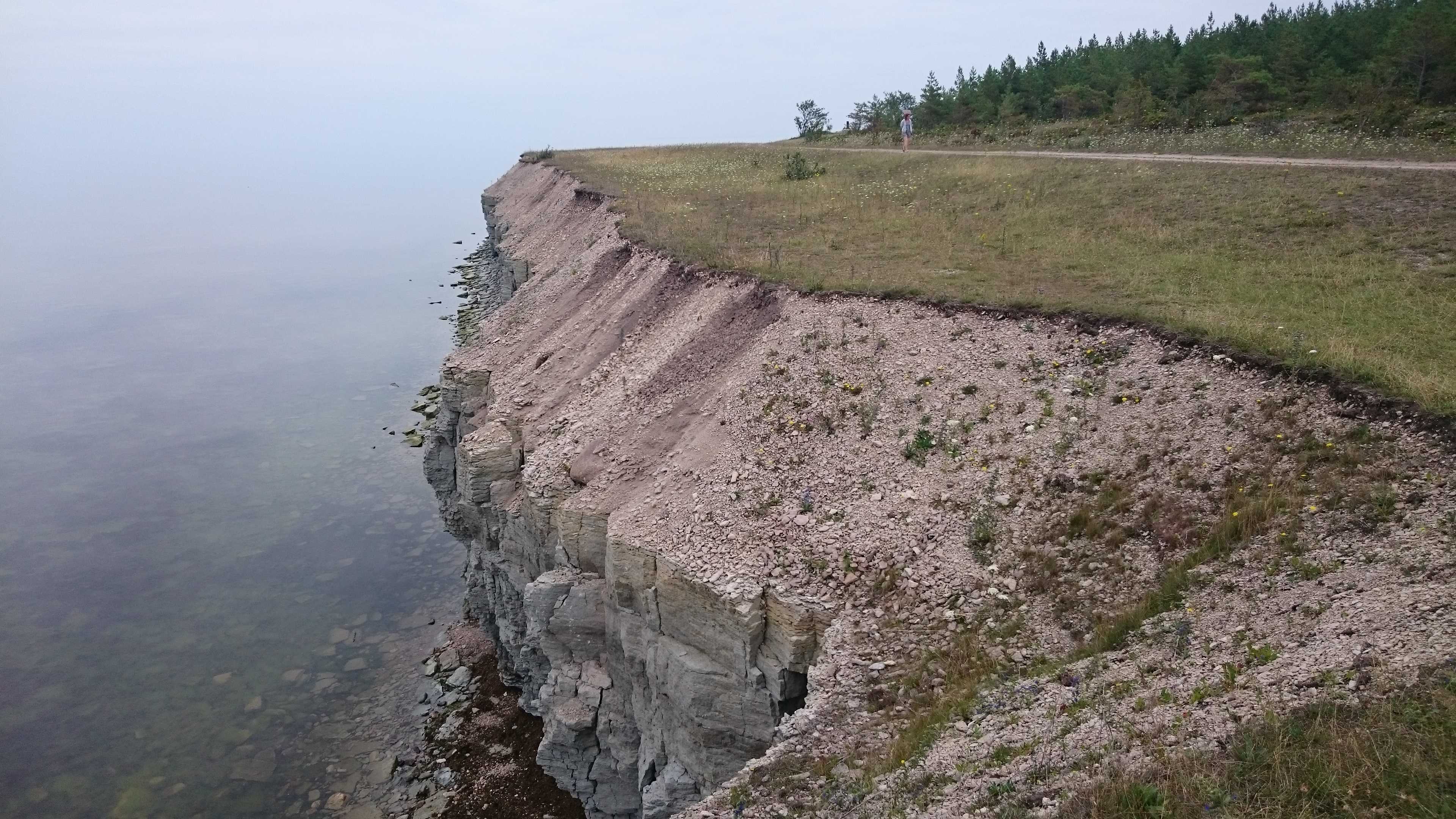
Клиф Нинасе (Тагарана)
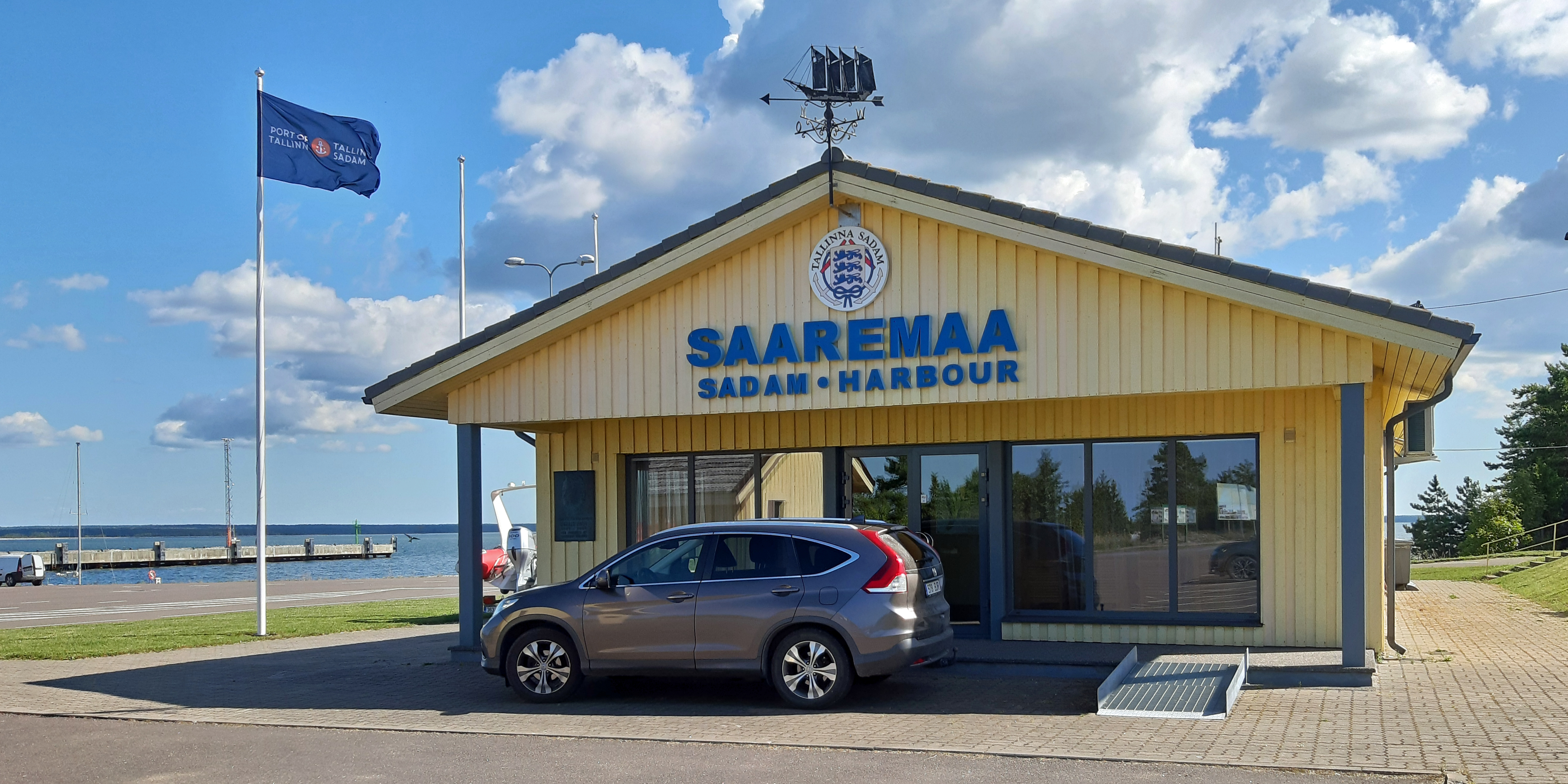
Порт Сааремаа